# Unitat de longitud
Una unitat de longitud és una manera de mesurar longituds o distàncies.
La longitud és una magnitud creada per a mesurar la distància entre dos punts. Les unitats per mesurar la longitud són:

## Sistema Internacional d'Unitats (SI)
El metre és una unitat bàsica del Sistema Internacional d'Unitats
Múltiples del metre:
- yottàmetre (Ym): 1024 metres
- zettàmetre (Zm): 1021 metres
- exàmetre (Em): 1018 metres
- petàmetre (Pm): 1015 metres
- teràmetre (Tm): 1012 metres
- gigàmetre (Gm): 10⁹ metres
- megàmetre (Mm): 10⁶ metres
- miriàmetre (Mam): 104 metres (unitat obsoleta)
- quilòmetre (km): 103 metres
- hectòmetre (hm): 10² metres
- decàmetre (dam): 10¹ metres

Submúltiples del metre:
- decímetre (dm): 10-1 metres
- centímetre (cm): 10-2 metres
- mil·límetre (mm): 10-3 metres
- micrómetre (µm): 10-6 metres
- nanòmetre (nm): 10-9 metres
- picòmetre (pm): 10-12 metres
- femtòmetre o fermi (fm): 10-15 metres
- attòmetre (am): 10-18 metres
- zeptòmetre (zm): 10-21 metres
- yoctòmetre (ym): 10-24 metres

## Sistema anglès de mesura
| 1 llegua           | 3 milles    | 24 furlong  | 240 cadenes  | 960 rods     | 5280 iardes    | 15 840 peus     | 190 080 posades | 1,9008x108 mils | 4,828032 km |
| 1 milla            | 8 furlongs  | 80 cadenes  | 320 rods     | 1 760 yardes | 5 280 peus     | 63 360 polzades | 6,336x107 mils  | 1,609344 km     |             |
| 1 furlong (estadi) | 10 cadenes  | 40 rods     | 220 yardes   | 660 peus     | 7 920 polzades | 7,92x10⁶ mils   | 201,168 m       |                 |             |
| 1 cadena           | 4 rods      | 22 iardes   | 66 peus      | 792 polzades | 792 000 miles  | 20,1168 m       |                 |                 |             |
| 1 rod (vara)       | 5.5 yardes  | 16,5 peus   | 198 polzades | 198 000 mils | 5,0292 m       |                 |                 |                 |             |
| 1 iarda            | 3 peus      | 36 polzades | 36 000 mils  | 0,9144 m     |                |                 |                 |                 |             |
| 1 peu              | 12 polzades | 12 000 mils | 30,48 cm     |              |                |                 |                 |                 |             |
| 1 polzada          | 1 000 mils  | 2,54 cm     |              |              |                |                 |                 |                 |             |
| 1 mil              | 0.0254 mm   |             |              |              |                |                 |                 |                 |             |

## Altres unitats delongitud
- àngstrom (b): unitat que s'utilitzava per a mesurar radis atòmics.
- any llum (el): unitat usada en astronomia.
- cana o canya: la primera unitat unificada a Akkad; antiga unitat de la Corona d'Aragó.
- colze o colzada: unitat antiga.
- llegua: unitat anglosaxona.
- metre (m): unitat base del SI. S'han de considerar tots els seus múltiples, com el centímetre o el quilòmetre.
- micra (µ): 1 micròmetre (en unitats del SI).
- milla: unitat anglosaxona (1,6 km).
- parsec (pc): unitat usada en astronomia.
- iarda (yd): unitat anglosaxona (0.9144 m)
- peu ('): unitat anglosaxona (30,5 cm)
- polzada ("): unitat anglosaxona (2,54 cm).
- unitat astronòmica (UA): unitat usada per a mesurar distàncies en el sistema solar.

## Algunes equivalències
- 1 estadi =185,2 metres
- 1 estadal =3,34 metres
- 1 cana o canya =8 pams, 6 peus o 2 passos, que són: 1m 55,5cm.
- 1 vara = 0,7 metres
- 1 polzada = 0,0254 metres
- 1 peu = 0,3048 metres
- 1 milla terrestre = 1.609 metres
- 1 milla nàutica = 1.853 metres